# El Affroun
El-Affroun là một đô thị thuộc tỉnh Blida, Algérie. Dân số thời điểm năm 2002 là 37.602 người.